# Festival Od srca srcu
Glazbeni festival Od srca srcu je festival zabavne glazbe u Hrvatskoj.
Glavni pokrovitelj mu je hrvatska tvrtka Podravka. Pokrovitelji su i Koprivničko-križevačka županija i Udruga branitelja, invalida i udovica Domovinskog rata Podravke.
Održava se jednom godišnje u Koprivnici. Prvi put se održao 2003. godine. Festival je osmislio i pokrenuo Mladen Pavković.

## Festival 2003.
Festivalske skladbe su izašle na nosaču zvuka izdavača Goflex.
Sudionici su bili:

Matko Jelavić (Dobrodošla mi), sastav Vertigo (Idi), Boris Babarović (Adio tugo), Maja Zeko i Krešimir Kovačević (Molitva za zaljubljene), Perle (Jesen), Ivanka Luetić (Stalno putujem), Josip Katalenić (Ljubomora), Miro Ungar  (Te je noći zvijezda pala ), Denis & Denis  (Otvorena vrata), Mladen Burnać  (Ti si mi jedina ), Dario Plevnik  ( Reci mi sad), duo Gogana  (Twist menuet ), Danijela Golubić  ( Ti si mi prvi), Anelidi  ( Zašto si takav živote), Angie  ( Žena nesretna), Tomislav Brajša  (Još su svježe krizanteme ), Iva Ranogajec  (Slobodna ), Marko Jašek  ( Mala ludice), Mirta  (Jer ja ), Azzurro  (Cara mia ), Joy  (Srca slomljenih ), Mirko Švenda - Žiga  (Ljubav nije htjela).

Od poznatih skladatelja, tekstopisaca i aranžera, za pjesme na ovom ovom festivalu su radili: Matko Jelavić, Remi Kazinoti, Siniša Vuco, Ivo Lesić, Davor Tolja, Nenad Ninčević, Toni Eterović i dr.

## Festival 2004.
Festivalske skladbe su izašle na nosaču zvuka izdavača Alineja.
Sudionici su bili:

Vlado Kalember i Vladimir Kočiš Zec (Prijatelju), Maja Zeko (Pjesma usnule rijeke), Krunoslav Slabinac (Kad u ponoć netko kuca), Miro Ungar (Da tebe nema), Cecilija (Javi se), Ivica Percl (Javi se), sastav Vertigo (Ljubav), Mirko Švenda-Žiga (Nije meni što te nema), sastav Fair play (Venama mojim tečeš), Sergio Pavat (Moja Marijući), Rajko Suhodolčan i Marija Kralj (Da znaš), sastav Fortuna (Vukovaru na dar), Marko Jašek (Oprosti mi), sastav Aledory (Oda ljubavi), Iva Ranogajec (Dobre vile platno plele), Darko Domijan (Ti samo...), Mladen Medak (Kada bih), Zdenka Kovačiček (Vjerna sjećanju), Danijela Golubić (Odavde do Azije), Boris Babarović (Pjesme lagane) i Ivanka Luetić (Zašto boli).
Od poznatih skladatelja, tekstopisaca i aranžera, za pjesme na ovom ovom festivalu su radili: 
Vladimir Kočiš Zec, Krunoslav Slabinac, Rajko Stilinović, Maja Perfiljeva, Miro Ungar, Toni Eterović, Marijan Jergović, Ivan Mikulić, Nenad Marinac, Dijana Alebić, Siniša Vuco, Marko Tomasović, Stevo Cvikić, Zvonimir Golob...

## Festival 2005.
Program je vodio Oliver Mlakar.
Festivalske skladbe su izašle na nosaču zvuka izdavača Alineja.
Sudionici su bili:

Azzurro (Moja bijela vila), Boris Babarović-Barba (Pedesete), Danijel Beni (Ona ne ljubi kao ti), Mladen Burnać (A ja lažem), Gordana Evačić (Ponekad), Danijela Golubić (Ja ne mogu bez tebe), Gracia (Nije moja ljubav na cesti nađena), Vlado Kalember (Jedino moje), Latino (Nemoj sine biti kao ja), Duško Lokin i Emily (Pusti da te prebolim), Ivanka Luetić (Ružica), Mirta (Dušom svojom ljubim te), Zlatko Pejaković (Svima nalivaj), Ivica Percl (Ciganska elegija), Vlatka Pokos (Prelijepo da bi trajalo), Rusvaj (Falit ćeš mi), Krunoslav Slabinac (U snovima), Zdravko Škender (Kad u ruci čaša pukne), Tina i Nikša (Moje najdraže), sastav Vertigo (Budi onaj što me voli), Žanamari (Duguješ mi) i Dražen Žanko (Na svom putu).
Od poznatih skladatelja, tekstopisaca i aranžera, za pjesme na ovom ovom festivalu su radili: 
Mladen Burnać, Vlado Kalember, Željko Krušlin, Toni Eterović, Mario Mihaljević, Miroslav D. Rus, Ivan Mikulić, Ivica Percl, Matija Vuica, Zoran Jašek i Arsen Dedić.

## Festival 2006.
Program su vodili Oliver Mlakar, Vlatka Pokos i Anja Šovagović-Despot.
Festivalske skladbe su izašle na nosaču zvuka izdavača Alinee.
Sudionici su bili:

Adam, Žiga, Vida (Tri domaći) (Kajkavci, glave skup), Angie (Rek'o si boljet će), Boris Babarović (Moja mala), Antonija Besednik (Tako sigurna), Niko Bete (Pustinja u grudima), Maja Blagdan i El Combo (Kap veselja), Mladen Burnać i Kemal Monteno (Takva je sudbina), Nives Celzijus (No Silikon), Sandi Cenov (Nemirna (Budi lud)), E.T. (Kasno), Miroslav Evačić i Čardaš Blues Band (Čula jesam), Feminnem (Klasika), Danijela Golubić (E, baš te nema), Joy (Neka prokleto je sve), Kings (Budi uz mene), Vladimir Kočiš Zec (Na tvoj rođendan), Željko Krušlin/Latino (Nemoj srećo, nemoj noćas), Ivanka Luetić (Nek' se svira pjesma ljubavi), Mirta (Ti), Kemal Monteno (Sad je na redu istina), Livio Morosin Band (Zvire voda), Barbara Munjas (Mene nećeš lagati), Zlatko Pejaković (Ala je divan taj podravski kraj), Ivica Percl (Nad Hrvatskom duga sjajna), Vlatka Pokos (Ona), Rusvaj (Živim, ako to je život), Zdravko Škender (Sreća mene nije voljela), Antonija Šola (Pada tiha noć), Tina i Nikša (Zamjena), sastav Vertigo (Prevarena), Alen Vitasović (Ja nisam više taj), Žanamari (Ne krivim te) i Dražen Žanko (Marija).
Od poznatih skladatelja, tekstopisaca i aranžera, za pjesme na ovom ovom festivalu su radili: 
Mirko Švenda, Antonija Šola, Toni Eterović, Niko Bete, Arsen Dedić, Mladen Burnać, Vladimir Kočiš Zec, Željko Krušlin, Remi Kazinoti, Kemal Monteno, Ivica Percl, Zdravko Škender, Alen Vitasović, Dražen Žanko i drugi.

## Festival 2007.
Sudionici su bili:

Silvija (Žena bez imena), Sara (Ti dobro znaš), El Combo (Ja ne znam biti tvoj), Ivan Zak (Dajem), Boris Babarović (Ljubavna), Mladen Burnać (Vrijeme je za promjene), Miroslav Evačić (Ja sam junak iz doline), Matko Jelavić (Sanjam), Josip Katalenić (Taj je život škola), Vladimir Kočiš Zec (Kad zaspiš ti), Zdenka Kovačiček (Od davna shvatila sam sve), Željko Krušlin (Poljubi me noćas), Duško Lokin i Blaž (Sve sam joj dao ja ), Livio Morosin feat. KUD Zadobarje (Jutros sam se rano stala), Elio Pisak (Melodje Istre i Kvarnera), Tina i Nikša (Čudo Božje), sastav Vertigo (Prešuti ako znaš),  Zdravko Škender (Brane nam brane) i Žiga i Bandisti (Dok se vrnem v domovinu).
Od poznatih skladatelja, tekstopisaca i aranžera, za pjesme na ovom ovom festivalu su radili: 
Mladen Burnać, Matko Jelavić, Ivan Mikulić i Mirko Švenda.

## Festival 2008.
Festivalske skladbe su izašle na nosaču zvuka izdavača Alinee.
Festivalski program je vodio Oliver Mlakar. Prenosile su ga neke radijske postaje u Hrvatskoj, a bilo je predviđeno da bude televizijski prikazan na nekim postajama u Hrvatskoj, Sloveniji i BiH, a za snimke je postojalo zanimanje kod televizijskih kuća iz Crne Gore i Mađarske.
Sudionici su bili:

Vladimir Kočiš Zec i Los Caballeros ( Sad svijet je tvoj), Željko Krušlin - Kruška i Latino (To što vidiš to sam ja ), Duško Lokin ( Ljubav je sve), Elio Pisak ( Nikad više), Mira Šimić ( Luna), Zdravko Škender ( Poleti srce), Tomislav Šustić ( Ne krivi mene), Mirko Švenda - Žiga ( U srcu ognjena), Marina Tomašević ( Ima jedno misto), Ivana Tomić ( U vodu), Vertigo bend (Zajedno ), Kraljice ravnice, Wilibald i Veseli dodatak ( Veneta), Ivan Zak ( Vodu ne pijem), Ana (Mala ljubi opasno ), Tomislav Brajša (Pušlek ljubičica ), Mladen Burnać i Ivanka Boljkovac (Otkucaji sata ), Charlie i klapa Motovun (Niti jedem niti spavam), Emily (Ni na nana ), Ena (Ti i ja ), Miroslav Evačić i Čardaš Blues Band ( Čardaš blues), Gordana Ivanjek i Ivica Pepelko (Popevke i štikleci ), Kristina Iveković (Horoskop ), Oliver Jakovčev (Škapulaj me more ), Kajde (Trebam te (Ti si iznad svega)), Selma Kapetanović ( Ljubav), Kaya (Prva ljubav, prva rana ) i Kings ( Najbolja). Posebni gost je bio Kićo Slabinac (Ja moram na put ).
Mirko Švenda - Žiga i Zdravko Škender su dobili nagrade za najbolje najbolje skladbe s lanjskog festivala.

## Vanjske poveznice
- UBIUDR Podravka  Arhivirana inačica izvorne stranice od 21. srpnja 2011. (Wayback Machine)